# Gualdo Tadino
Gualdo Tadino je italská obec v provincii Perugia v oblasti Umbrie.
V roce 2012 zde žilo 15 484 obyvatel.

## Sousední obce
Fabriano (AN), Fossato di Vico, Assisi, Gubbio, Nocera Umbra, Valfabbrica

## Vývoj počtu obyvatel
Zdroj: 